# 农夫忍者
《农夫忍者》（又译作）是1985年发行的街机动作游戏，同年11月在日本红白机上发行。游戏采用多方向卷轴并采用部分清版射击元素。游戏以日本战国时代百姓起义（一揆）为题材，玩家扮演农民和忍者战斗。
游戏多次再版或移植。包括收录于2001年Windows合辑《Ultra2000 Sunsoft Classic Games》，2001年PlayStation游戏《Memorial Series Sunsoft Vol.1》，以及Wii、任天堂3DS和Wii U的Virtual Console。

## 評價
《Game Machine》雜誌在1985年8月15日刊中，將該作評為流行街機遊戲之第十名。
島村祐助2003年在雜誌《Continue》的文章中給予紅白機版肯定評價，稱該作「雖常被視為紅白機糞作之代表，但遊戲性卻可謂意外適合現代遊戲」。